# Cléville (Calvados)
Cléville ist eine französische Gemeinde mit 391 Einwohnern (Stand: 1. Januar 2022) im Département Calvados in der Region Normandie; sie gehört zum Arrondissement Caen und zum Kanton Troarn. Die Einwohner werden Clévillais genannt.

## Geographie
Cléville liegt etwa 19 Kilometer ostsüdöstlich von Caen am Laizon. Umgeben wird Cléville von den Nachbargemeinden Hotot-en-Auge im Norden und Nordosten, Méry-Bissières-en-Auge mit Méry-Corbon im Osten und Südosten, Mézidon Vallée d’Auge mit Croissanville im Süden, Valambray mit Airan im Südwesten, Canteloup im Westen sowie Saint-Ouen-du-Mesnil-Oger im Westen und Nordwesten.

## Bevölkerungsentwicklung
| Jahr                             | 1793 | 1841 | 1876 | 1926 | 1946 | 1968 | 1990 | 2016 |
| Einwohner                        | 592  | 523  | 370  | 245  | 243  | 223  | 298  | 372  |
| Quelle: Cassini, EHESS und INSEE |      |      |      |      |      |      |      |      |

## Sehenswürdigkeiten

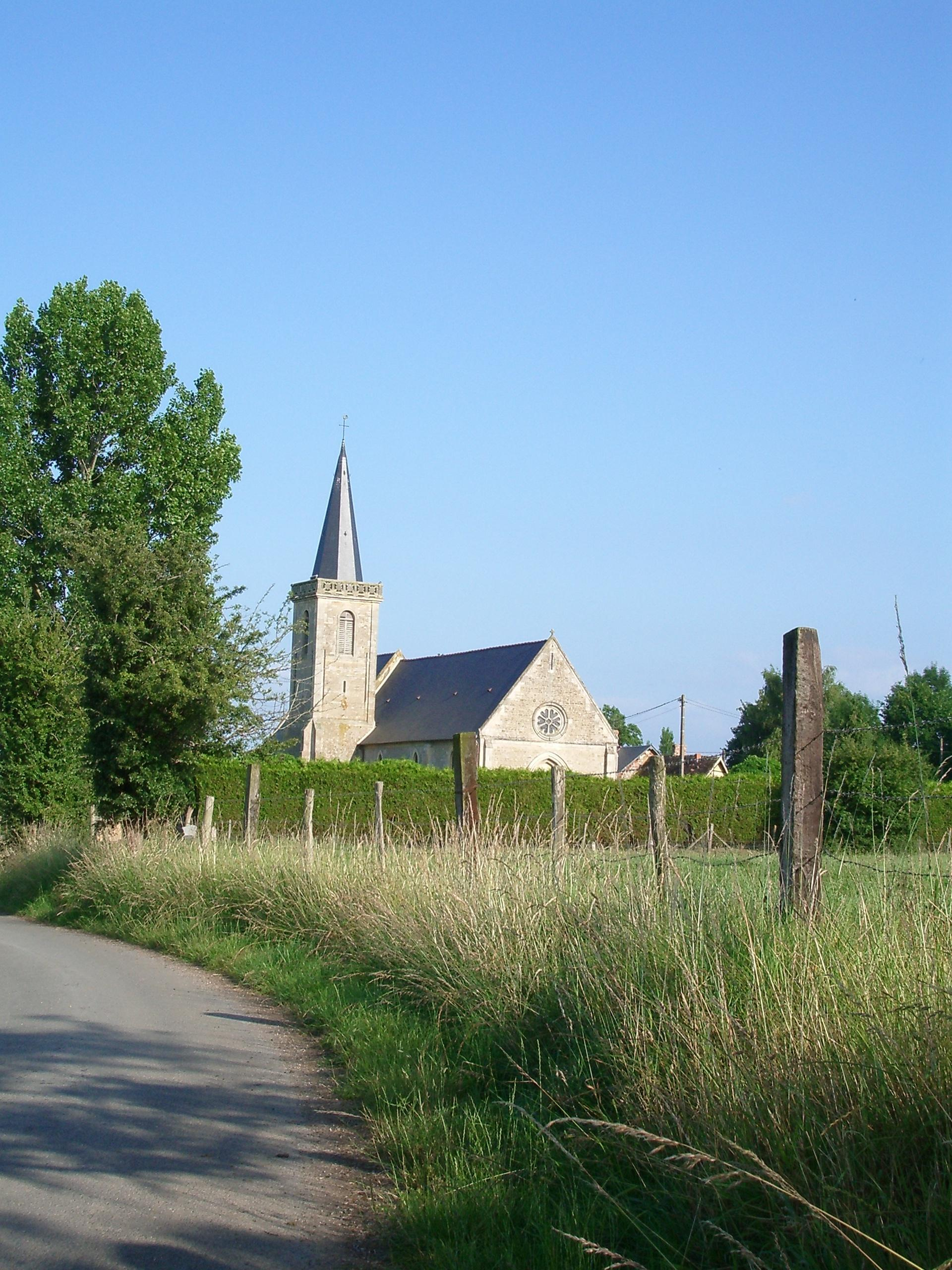
Kirche Notre-Dame

- Kirche Notre-Dame, in Teilen aus dem 13. Jahrhundert
- Schloss Pigache aus dem 19. Jahrhundert
- Schloss Le Bois Roger mit Kapelle

## Gemeindepartnerschaften
Mit der britischen Gemeinde Ide in der Grafschaft Devon besteht seit 1981 eine Partnerschaft.